# Кохат (пограничный регион)

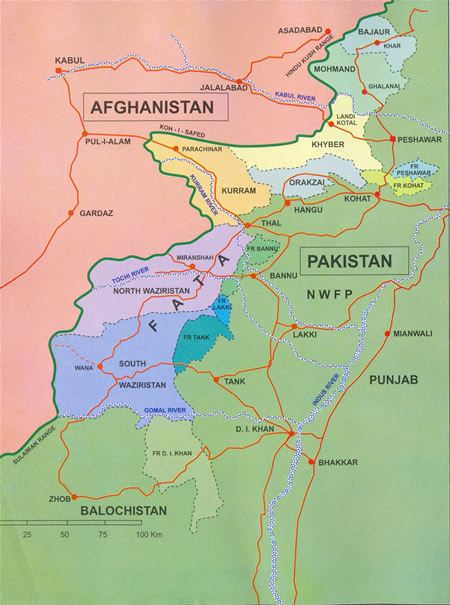
Пограничные регионы и Федерально управляемые племенные территории.

Пограничный регион Кохат (англ. Frontier Region Kohat) представляет собой небольшую административную единицу в Федерально управляемой племенной территории в Пакистане. Регион граничит с одноимённым округом на юге, с округами Наушера на востоке и Пешаваром на западе, агентством Оракзай на севере. Регион находится в ведении офицера районной координации округа Кохат. Общее управление пограничных регионов осуществляется через секретариат племенных территорий, расположенный в городе Пешаваре.

## География и климат
Регион очень холмистый, со средней высотой над уровнем моря — более 1500 метров.

## Демография
Основные племена в регионе: Галай-Хель, Джаваки и прочие.